# Cá tráp đầu vàng
Cá tráp đầu vàng (danh pháp hai phần: Sparus aurata) là một loài cá thuộc họ Cá tráp (Sparidae), được tìm thấy chủ yếu ở Địa Trung Hải và các vùng ven biển phía đông của Bắc Đại Tây Dương. Nó có chiều dài khoảng 35 cm (1,15 ft), nhưng có thể lên đến 70 cm (2,3 ft) và nặng khoảng 17 kg (37 lb).
Tên của nó xuất phát từ khoảng màu vàng giữa hai mắt của nó.
Nó sống ở vùng biển có độ sâu từ 0-30 mét (0–98 ft), nhưng cũng có thể tìm thấy chúng ở độ sâu 150 mét (490 ft). Loài này sống đơn lẻ hoặc theo nhóm nhỏ ở gần cỏ biển hoặc đáy cát. Vào mùa xuân, người ta cũng tìm thấy chúng tại các cửa sông.
Thức ăn chủ yếu của nó là các loài động vật có vỏ và một số loài thực vật.

## Chăn nuôi
Loài cá này là một loại thực phẩm quý, nhưng sản lượng đánh bắt cá tự nhiên tương đối khiêm tốn, khoảng 6.100 - 9.600 tấn trong giai đoạn 2000-2009, chủ yếu là từ Địa Trung Hải.. Hiện nay chúng được chăn nuôi rộng rãi trong các đầm phá ven biển và ao hồ nước mặn. Trong những năm 1980, chúng từng là sản phẩm chăn nuôi quan trong ở khu vực Địa Trung Hải. Cho đến cuối những năm 1980 thì sản lượng chăn nuôi vẫn chưa đáng kể, nhưng đã đạt 140.000 tấn trong năm 2010, do đó việc khai thác đánh bắt trong tự nhiên cũng đã giảm đi.

## Ẩm thực
Loài này được sử dụng rộng rãi trong các món ăn ẩm thực vùng Địa Trung Hải, dưới nhiều tên khác nhau:
- Ở Đức, cá này được gọi là Goldbrasse hoặc Dorade.
- Trong ngôn ngữ Bồ Đào Nha và Galicia chúng được biết đến với tên gọi là Orata hoặc Dourada và được phổ biến rộng rãi như là một món cá tươi trong các nhà hàng địa phương ở Algarve và dọc bờ biển Bồ Đào Nha.
- Ở Tây Ban Nha, nó được gọi là Dorada. Trong tiếng Catalonia được gọi là orada hoặc Daurada.
- Ở Pháp, nó được gọi là daurade hoặc dorade.
- Ở Ý, cá được gọi là orata (có nghĩa là "vàng")
- Ở Croatia, nó được gọi là ovrata, orada, lovrata hoặc komarča.
- Tại Thổ Nhĩ Kỳ được gọi là çipura hoặc Cupra.
- Tại Hy Lạp và Cộng hòa Síp, nó được gọi là tsipoúra (τσιπούρα).
- Tại Malta nó được gọi là awrata.
- Trong tiếng Albania, nó được gọi là koce.
- Ở Israel, nó được biết đến như chipura hoặc denisse.
- Ở Serbia, nó là orada.
- Ở Ai Cập, nó được gọi là denees.
- Ở România, nó được gọi là doradǎ.
- Tại Bulgaria nó được gọi là tsipúra (ципура).